# Liste de jeux vidéo DC Comics
Les jeux vidéo DC Comics forment une série de jeux vidéo s'inscrivant dans des genres divers. Ceux-ci sont adaptés des diverses licences de l'éditeur américain DC Comics et ses filiales.

## Superman
- Batman v Superman: Who Will Win (2016)
- The Death and Return of Superman (1994)
- Man of Steel
- The Multipath Adventures of Superman: Menace of Metallo
- Superman (1979)
- Superman (1988)
- Superman (1992)
- Superman (1997)
- Superman (1999)
- Superman (2011)
- Superman Activity Center
- Superman: Countdown to Apokolips (2003)
- Superman: The Game (1985)
- Superman: The Man of Steel (1992)
- Superman: The Man of Steel (2002)
- Superman: The Mysterious Mr. Mist
- Superman Returns (2006)
- Superman: Shadow of Apokolips (2002)
- Superboy: Spies from Outer Space
- Superman / Batman: Heroes United

## Wonder Woman
- Wonder Woman: Rise of the Warrior (2017)
- Wonder Woman (TBA)

## Aquaman
- Aquaman: Battle for Atlantis (2003)
- Aquaman: War of the Water Worlds (1996)

## Catwoman
- Catwoman (1999)
- Catwoman (2004)

## Flash
- The Flash (1993)
- Héros de la Ligue des justiciers : Flash (2006)

## Ligue de justice d'Amérique
- DC's Justice League : Chaos cosmique (2023)
- Héros de la Ligue des justiciers (2006)
- Injustice : Les dieux sont parmi nous (2013)
- Injustice 2 (2017)
- Justice League Action Run (2017)
- Justice League: Chronicles (2003)
- Justice League: Earth's Final Defense (2012)
- Justice League Heroes United (2009)
- Justice League: Injustice for All (2002)
- Justice League Task Force (1995)
- Justice League Virtual Reality: The Complete Experience

## Suicide Squad
- Suicide Squad: Kill the Justice League (2024)
- Suicide Squad: Special Ops (2016)

## Teen Titans
- Teen Titans (2005)
- Teen Titans 2 (2006)
- Teen Titans Go! Arcade
- Teen Titans Go Figure!
- Teen Titans Go! Teeny Titans

## Autres
- Constantine (2005)
- Green Lantern : La Révolte des Manhunters (2011)
- Jim Lee's Wild C.A.T.S: Covert Action Teams (1995)
- Swamp Thing (1992)
- Watchmen: The End Is Nigh (2009)
- The Wolf Among Us (2013-2014)
- Young Justice: Legacy (2013)

## Univers DC
- DC Battle Arena
- DC: Dark Legion™
- DC Super Hero Girls Blitz
- DC Legends
- DC Super Hero Girls
- DC Heroes & Villains
- DC Heroes United
- DC Worlds Collide
- DC Universe Online
- Doodle Jump DC Super Heroes
- Infinite Crisis
- LEGO DC Super Heroes
- LEGO DC Super Heroes Mighty Micros
- Lego DC Super-Vilains
- Lego Dimensions
- Mortal Kombat vs. DC Universe
- Scribblenauts Unmasked: A DC Comics Adventure